# 乙酸锂
乙酸锂是锂的乙酸盐，化学式为CH3COOLi。它在128 °C发生玻璃化转变。

## 制备
乙酸锂可由碳酸锂和乙酸反应得到：
Li2CO3 + 2 CH3COOH → 2 CH3COOLi + H2O + CO2↑

## 用途
乙酸锂可用于制备其它锂化合物，如磷酸铁锂、硅酸铁锂（Li2FeSiO4）等。